# John Scales Avery
John Scales Avery (26 de maio de 1933 – 4 de janeiro de 2024) foi um americano químico teórico notado por suas publicações de pesquisa em química quântica, termodinâmica, evolução e história da ciência. Desde o início dos anos 1990, Avery foi um ativo ativista da paz mundial. Durante esses anos, ele fez parte de um grupo associado às Conferências Pugwash sobre Ciência e Assuntos Mundiais. Em 1995, este grupo recebeu o Prêmio Nobel da Paz por seus esforços. Ele foi Professor Associado de química quântica na Universidade de Copenhague. Seu livro de 2003, Information Theory and Evolution, expôs a visão de que o fenômeno da vida, incluindo sua origem e evolução, e a evolução cultural humana, tem seu pano de fundo situado sobre a termodinâmica, a mecânica estatística e a teoria da informação. Avery faleceu em 4 de janeiro de 2024, aos 90 anos.

## Primeiros anos
Avery nasceu no Líbano em 26 de maio de 1933, filho de pais americanos. Os pais de Avery nasceram nos Estados Unidos, no estado de Michigan, onde estudaram na Universidade de Michigan. Seu pai estudou medicina, enquanto sua mãe estudou bacteriologia. Após a formatura, seus pais fizeram pesquisas juntos no Marine Biological Laboratory em Woods Hole, Massachusetts. Mais tarde, seu pai fez pesquisa em uma área limítrofe entre a física e a medicina com Arthur Holly Compton, descobridor do "Efeito Compton", na Universidade de Chicago. Em 1926, seu pai mudou a família para Beirute, onde seu pai trabalhou como professor de anatomia na Universidade Americana de Beirute. A família permaneceu em Beirute até o início da Segunda Guerra Mundial. Foi durante esses anos tumultuosos que John Scales Avery nasceu.

## Educação
- 1950 – formado, Phillips Academy, Andover, Mass.
- 1954 – Bacharelado em Ciências (B.Sc.), física, M.I.T
- 1955 – Mestrado em Ciências (M.Sc.), física, Universidade de Chicago
- 1965 – PhD, química teórica, Imperial College London

## Termodinâmica
Em seu recente livro de 2003, Information Theory and Evolution (2ª Edição, 2012), Avery combina a teoria da informação com a termodinâmica para explicar o fenômeno da vida, incluindo sua origem e evolução. Desde o início da formulação da segunda lei da termodinâmica na década de 1860, que afirma que a entropia, ou desordem, de um sistema isolado tende a aumentar com o tempo, tem havido um debate sobre como essa lei se relaciona com o processo de "ordenação" da evolução. O aparente paradoxo entre a segunda lei da termodinâmica e o alto grau de ordem e complexidade produzidos pelos sistemas vivos, de acordo com Avery, tem sua resolução "no conteúdo de informação da energia livre de Gibbs que entra na biosfera de fontes externas".

## Ativismo
Desde 1990, Avery foi a Pessoa de Contato para a Dinamarca nas Conferências Pugwash sobre Ciência e Assuntos Mundiais. Em 1995, Avery fez parte de um grupo que compartilhou o Prêmio Nobel da Paz por seu trabalho na década de 1990 na organização das Conferências Pugwash sobre Ciência e Assuntos Mundiais. Em 1998, Avery foi eleito para a Comissão Dinamarquesa da Paz. De 1988 a 1997, Avery foi o Conselheiro Técnico do Escritório Regional da Organização Mundial da Saúde para a Europa. Em 2004, Avery tornou-se Presidente da Academia Dinamarquesa da Paz.

## Livros
- Avery, John. (2012). Information Theory and Evolution. World Scientific. (2ª Edição)
- Avery, John (2005). Science and Society (PDF). Copenhague: H.C. Orsted Institute. Cópia arquivada (PDF) em 9 de dezembro de 2006
- Avery, John (2004). Calculus and Differential Equations (PDF). [S.l.]: Pari New Learning Publications, University of Copenhagen
- Avery, John (2002). Space-Age Science and Stone-Age Politics (PDF). [S.l.]: Danish Peace Academy: Danish Pugwash Group
- Avery, John (1997) Progress, Poverty and Population, Frank Cass, Londres, (1997)

Livros científicos:
- Hyperspherical Harmonics and Generalized Sturmians, por J. Avery, Kluwer Academic Publishers, Dordrecht, Países Baixos, 2000
- Hyperspherical Harmonics; Applications in Quantum Theory, por J. Avery, Kluwer Academic Publishers, Dordrecht, 1989
- Creation and Annihilation Operators, por J. Avery, McGraw-Hill, 1976
- The Quantum Theory of Atoms, Molecules and Photons, por J. Avery, McGraw-Hill, 1972

Além de mais de 150.